# 骑士桥公寓
骑士桥公寓是一个位于菲律宾马卡蒂世纪之城卡拉延大道的高端住宅摩天大楼，是在卡拉延大道世纪之城地区修建的几座建筑项目中的第二个，也是菲律宾最高的建筑之一。它由菲律宾ASYA设计合作伙伴设计，世纪之城发展公司开发，总造价高达约47亿菲律宾比索。其建筑高度为210米，共有64层（60层位于地上和4层位于地下）。

## 概况
骑士桥公寓由菲律宾ASYA设计合作伙伴设计，世纪之城发展公司开发，总造价高达约47亿菲律宾比索。其建筑高度为210米，共有64层（60层位于地上和4层位于地下），每个楼层高度约2.7米。在地下所有楼层共设有300多地下停车位。菲律宾政府在2007年为此项目招标，有3.4公顷的土地出售给了世纪地产公司。骑士桥公寓位于卡拉延大道一侧，距离马卡提大道的娱乐区仅一个街区的距离。它距离马卡提中心商业区也仅有几个街区的距离，距离尼诺伊·阿基诺国际机场也仅有30分钟左右的车程。